# Blurry Eyes
Blurry Eyes (ブルーリー アイズ?, Bururiaizu) è il primo singolo del gruppo musicale j-rock L'Arc~en~Ciel, utilizzato come sigla di apertura dell'anime DNA². Il brano è stato scritto ed arrangiato da hide e Tetsu, due membri del gruppo.
Il brano, pubblicato su CD singolo il 21 ottobre 1994 soltanto in Giappone abbinato al brano Wind of Gold , è stato incluso sia nell'album contenente la colonna sonora dell'anime che in quello dei L'Arc~en~Ciel Tierra. Il singolo è arrivato sino alla dodicesima posizione dei singoli più venduti in Giappone.
Una nuova edizione del singolo è stata pubblicata il 20 agosto 2006.

## Tracce
1. Blurry Eyes – 4:22
2. Wind of Gold (Many Kind of Percussion Mix) – 4:36
3. Blurry Eyes (Voiceless Version) – 4:21